# Owen D. Young
Owen D. Young (Stark, 27 de octubre de 1874-San Agustín, 11 de julio de 1962) fue un empresario industrial, abogado, y representante de la Segunda Conferencia de Reparaciones (SRC) en 1929, de la que participó como miembro de la Comisión Alemana de Reparaciones Internacionales.
Es conocido por el Plan Young, cuyo objetivo era establecer indemnizaciones de Alemania por la Primera Guerra Mundial, como también la creación de Radio Corporation of America. Young fundó RCA como una subsidiaria de General Electric en 1919; de la cual se convirtió en su primer presidente, manteniéndose en ese puesto hasta 1929. RCA comenzó un proceso de desinversión en 1932 y fue finalmente liquidada por GE en 1986.

## Primeros años y familia
Owen D. Young nació el 27 de octubre de 1874, en una pequeña casa de campo en la localidad rural de Van Hornesville, en Stark, Nueva York. Sus padres fueron Jacob Smith Young e Ida Brandow y trabajaban en la granja que su abuelo había adquirido. Owen fue hijo único, sus padres había perdido a su primer niño al poco tiempo de nacer, y su nacimiento fue algo esperado. Fue el primero en su familia en no tener un nombre bíblico desde que su familia llegó al país en 1750, desde Palatinado, en el Rin, en Alemania escapando de guerras y constante persecución.
Owen fue a la escuela por primera vez en la primavera de 1881. Tenía seis años, y siempre había sido instruido en la lectura y el estudio. Tuvo un profesor, Menzo McEwan, que le enseñó por años, y que luego logró que Owen pudiese concurrir a East Springfield, una de las pocas escuelas que podía pagar. Si embargo, no se encontraba cerca de Van Hornesville, que era la que más cerca se encontraba. Los estudios lo mantuvieron alejado de las tareas rurales, donde se precisaba su contribución, pero sus padres lo animaron a seguir estudiando y posteriormente hipotecaron la granja para costear sus estudios en la Universidad St. Lawrence en Canton, Nueva York.
Se casó con Josephine Sheldon Edmonds (1870–1935) el 13 de junio de 1898, en Southbridge, Massachusetts. Unos años después de que Josephine falleció, se casó con la diseñadora de moda y empresaria Louise Powis Clark (1887–1965), que se encontraba viuda y con tres niños.

## Educacación
East Springfield Academy fue una pequeña escuela para Young, aunque disfrutó su tiempo allí; ya de adulto, siempre trató de asistir a las reuniones de exalumnos. St. Lawrence era en ese entonces una institución pequeña que tenía problemas para sobrellevar su existencia y necesitaba financiación y estudiantes, por lo que Owen Young fue un buen candidato para ello. Era, sin embargo, cara para la familia. A medida que su padre se fue haciendo mayor, era requerido en las tareas familiares más que nunca. El decano de la institución convenció a los padres de Young de que debía continuar sus estudios.
En sus años como estudiante desarrolló distintas visiones políticas y religiosas, descubrió el universalismo, que abogaba por un intelectualismo más independiente, separado por las influencias y el sectarismo de ciertos grupos cristianos. Young estudió allí entre septiembre de 1890 hasta graduarse el 27 de junio de 1894 de la Universidad St. Lawrence. Completó un curso de Derecho de tres años en la Universidad de Boston en dos años, graduándose cum laude en 1896.
Luego de graduarse se unió al bufete de abogados de Charles H. Tyler y diez años después se convirtió en socio de aquel bufete. La actividad principal fueron los litigios con importantes compañías. En sus tiempos en la universidad, se unió a la fraternidad Beta Theta Pi, donde conoció a su futura esposa Josephine Sheldon Edmonds, egresada en 1886 de Radcliffe. Se casó con ella en 1898, y tuvieron cinco hijos.

## Carrera
Young representó a la compañía de ingeniería Stone and Webster en un exitoso caso contra GE en 1911, atrayendo la atención de Charles A. Coffin, el primer presidente de General Electric. Luego de la muerte del consejero general de GE, Hinsdill Parsons en abril de 1912, Coffin invitó a Young a ser parte del Consejo Directivo de la empresa y Young se trasladó a Schenectady. Se convirtió en presidente de GE en 1922 y ese mismo año se convirtió en director ejecutivo, puesto en el que se desempeñó hasta 1939. Bajo su liderazgo y conjuntamente con el presidente Gerard Swope, GE se convirtió en una importante empresa de artículos eléctricos para el hogar, estableciéndose como una empresa líder en el rubro y promoviendo la rápida elecrificación de granjas, empresas y sistemas de transporte en Estados Unidos.

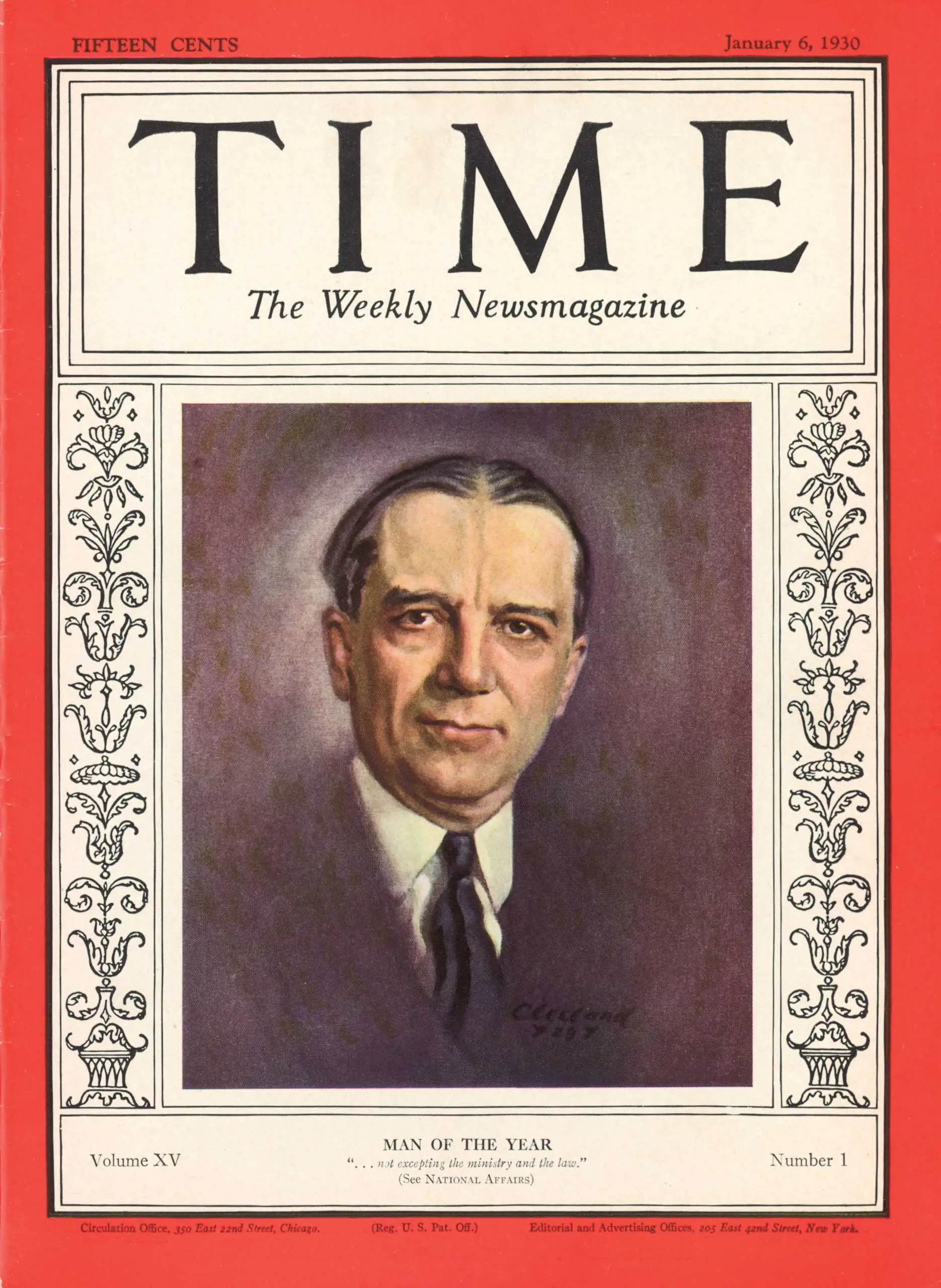
Portada de la revista Time, 23 de febrero de 1925.

En 1919, bajo solicitud del gobierno, creó la Radio Corporation of America (RCA) con el objetivo de hacer frente a la amenaza inglesa de tomar control de las comunicaciones de radio en desmedro del sistema estadounidense de radio. Se convirtió en su director consultivo y se mantuvo en aquel cargo hasta 1929, ayudando a consolidar el florenciente liderazgo del sistema en el país, haciendo de RCA la compañía de radio más grande del mundo. En 1928, fue designado miembro del consejo fiduciario de la Fundación Rockefeller cuando se realizó una reorganización de la compañía, siendo miembro de la misma hasta 1939.
La participación de Young en la Segunda Conferencia Industrial de Woodrow Wilson tras la Primera Guerra Mundial marcó el inicio de su período como asesor de cinco presidentes estadounidenses. En 1924, se convirtió en el coautor del Plan Dawes, que tenía como fin reducir el pago de reparaciones de Alemania en el período de posguerra. Luego de las que las Potencias Aliadas dejaron establecidas sus pretensiones de pago en Washington, en un nuevo cuerpo internacional que se reunió en 1928 para considerar un programa para poner fin a las reparaciones de guerra alemanas; Young fue presidente de aquella comisión. Las reparaciones finales requeridas a Alemania fueron reducidas y extendidas a 59 pagos anuales. El plan establecido fue conocido como «Plan Young», e hizo que Young fuera nombrado por la revista Time como Persona del año en 1929. El Plan Young Plan vio su fin luego de la Gran Depresión.
Young fue además promotor para el diseño de instituciones de educación universitaria pública en Nueva York.
En 1932, fue candidato demócrata a la presidencia. Aunque estuvo poco interesado en hacer campaña, sus amigos promovieron su nominación en 1930 y en 1932 en cada respectiva Convención Nacional Demócrata. Su candidatura fue seguida de cerca por Alfred E. Smith y Franklin D. Roosevelt,y algunos analistas políticas sostuvieron que podrían haber apoyado a Young en caso de que sus candidaturas fracasaran.

### Retiro
En 1930, hizo construir en Van Hornesville, su localidad natal, una escuela para promover la educación rural. En 1963, fue renombrada como Escuela Central Owen D. Young en su honor. Activo en instituciones educativas, Young fue miembro del consejo académico de la Universidad St. Lawrence entre 1912 y 1934, siendo su presidente por casi 10 años. La biblioteca de la institución lleva su nombre.
Luego de que Young se casase con Louise Powis Clark en 1937, la pareja construyó una casa de verano en Florida que incluye un jardín y plantaciones cítricas junto a la Carretera Estatal A1A de Florida. En 1965, Louise se lo donó al Estado de Florida, y en la actualidad forma parte del Washington Oaks Gardens State Park.
En 1939, se retiró de toda actividad pública para regresar a la granja familiar, donde se dedicó a actividades relacionadas con ella. Murió en Florida el 11 de julio de 1962, tras varios meses de penurias de salud.

## Legado
Más de 20 universidades le otorgaron doctorados honorarios. Fue electo como miembro tanto de la Sociedad Americana de Filosofía como también de la American Academy of Arts and Sciences. Involucrado en Educación desde larga data, fue miembro del Consejo de Regentes de Nueva York, a cargo del sistema educativo de Nueva York, hasta 1946. Ese año, el gobernador de Nueva York Thomas E. Dewey lo designó para estar al frente la comisión que sentó las bases para la creación del sistema de la Universidad Estatal de Nueva York. Aunque la comisión estaba integrada por personas con diversas opiniones y visiones, Young logró un informe con una opinión unánime para sentar las bases legislativas para la creación de la institución.